# Patricia Bardon
Patricia Bardon est une réalisatrice française.

## Biographie
Patricia Bardon est une ancienne élève de la Fémis.
Elle a réalisé en 1988 son premier long métrage, L'Homme imaginé et a fondé en 1991 la société de production Cassia's Productions.

## Filmographie

### Courts métrages
- Flagrant délit
- Chambres à part
- 1985 : Cinéma de minuit
- 1986 : La leçon
- 1993 : Répétition
- 1998 : J'ai froid

### Moyens métrages
- 2001 : 2x2 Versions de l'amour
- 2009 : Maria Ivanovna

### Longs métrages
- 1991 : L'Homme imaginé
- 2020 : Nana et les Filles du bord de mer

## Critique
Nana et les filles du bord de mer
Originaire de Limoges où elle suivit les cours du Conservatoire d’art dramatique de Jean Pellotier avant d’aller au cours Florent, photographe, ancienne élève de la Fémis, réalisatrice de courts et moyens métrages, Patricia Bardon signe son deuxième long-métrage, près de 20 ans après L’homme imaginé (avec notamment Jacques Spiesser et Marie Carré). Nana et les filles du bord de mer est une comédie sentimentale douce-amère et poétique tournée au Crotoy dans la magnifique baie de Somme, où la réalisatrice a vécu une quinzaine d’années, un film irradié par Sofiia Manousha, l’actrice principale à la beauté solaire, la Nana qui donne son titre au film – « nana » peut-être comme un personnage emblématique des filles de sa génération –, très bien accompagnée par une troupe, une famille, qui rappelle celles du théâtre. Les comédiens tous attachants ont d’ailleurs tous divers talents.
L’Humanité m’apprend que Patricia Bardon serait inspirée notamment par les Fragments d’un Discours Amoureux de Roland Barthes. Il est vrai qu’elle nous propose des chassés croisés qui ne sont pas étrangers à certains des thèmes du sémiologue : cœur, contacts, corps, errance, étreinte, jalousie, je-t-aime, nuit, rencontre, tendresse, etc. Il y a même « lettre », mais telle qu’on la conçoit aujourd’hui à trente ans : par mail, message, SMS. Car ici, on cherche l’âme-sœur ou la rencontre éphémère sur internet. On se cache derrière l’anonymat des pseudos, c’est le nouveau Jeu de l’amour et du hasard. On se quitte, on s’aime, on s’engueule, on fait l’amour (parfois avec n’importe qui), les garçons aiment les filles qui aiment les garçons ou les filles. C’est doucement chaotique. C’est aussi un peu comme dans une cour de récré (pour grands enfants) puisque, dès le début du film, Nana dit qui « a commencé ».
Accompagné tout du long par la chaleureuse et prenante voix d’Arno qui a laissé Patricia Bardon choisir ce qui lui plaisait dans ses chansons (dont, bien entendu, Les filles du bord de mer qui contribue à donner son titre et son âme au long-métrage), le film est un récit d’émancipation féminine qui passe par la valse-hésitation. Il souffle donc une brise de liberté dans le sillage de Nana et un vent de poésie, de fantaisie, sur toute cette histoire, avec le souvenir de Jacques Tati, lorsque les personnages défilent derrière un joueur de tambour, la proximité, peut-être aussi, par moments, avec Bruno Dumont et pourquoi pas avec les frères Dardenne ou Rohmer. Derrière les histoires d’amour ou d’amourettes, graves et légères en même temps, on devine d’autres liens, plus forts, de voisinage, familiaux, amicaux, fraternels – ceux des gens du Nord. Et les personnages « secondaires », un peu lunaires comme le pépère, ou celui qui vient au comptoir siroter un verre de blanc comme un personnage de Simenon, y participent.
Patricia Bardon filme les sentiments et les paysages en impressionniste, sans jamais peser ni faire la morale ; les amours vont et viennent comme la marée, les incertitudes sont balayées par la joie de la pêche à la crevette, et le temps file doucement. Avec la caméra, Le Crotoy devient le décor charmant et idéal de ces petites aventures humaines et la réalisatrice rejoint aussi avec talent les peintres et les écrivains qui l’ont aimé, de Jules Verne à Colette, de Sisley à Georges-Emmanuel Clancier.
Laurent Bourdelas,écrivain,RCF Limousin,octobre 2020.